# Магомедов, Камир Камалович
Камир Камалович Магомедов  (1 сентября 1905, Согратль, Гунибский округ, Дагестанская область — 1 октября 1962, Согратль, Дагестанская АССР, РСФСР, СССР) — старший табунщик колхоза имени Сталина Гунибского района Дагестанской АССР. Герой Социалистического Труда.

## Биография
Родился 1 сентября 1905 года в селении Согратль Гунибского округа Дагестанской области, ныне Гунибского района Республики Дагестан. По национальности — аварцы. Одним из первых вступил в организованный колхоз имени Сталина, где трудился табунщиком. В годы Великой Отечественной войны работал старшим табунщиком колхоза, поставлявшего для нужд фронта рабочих и верховых лошадей. После окончания войны поголовье лошадей неуклонно продолжало расти. По итогам работы в 1948 году при табунном содержании лошадей им был выращен 51 жеребёнок от 51 кобылы, имевшейся на начало года. Указом Президиума Верховного Совета СССР от 9 октября 1949 года за получение высокой продуктивности животноводства в 1948 году при выполнении колхозом обязательных поставок сельскохозяйственных продуктов и плана развития животноводства по всем видам скота Магомедову Камиру присвоено звание Героя Социалистического Труда с вручением ордена Ленина и золотой медали «Серп и Молот». Проживал в родном селе Согратль. Скончался в 1962 году.